# Strolz
Strolz is een modewarenhuis in het Oostenrijkse Lech am Arlberg. Het modehuis is actief sinds 1921. 

## Geschiedenis
Modehaus Strolz werd in 1921 opgericht door Ambros Strolz in het Oostenrijkse Lech am Arlberg. Oorspronkelijk begon het bedrijf als een ambachtelijke schoenmakerij die zich specialiseerde in handgemaakte leren skischoenen voor de vroege pioniers van het alpineskiën. Al snel maakte het vakmanschap van Strolz naam in de regio.
In de jaren 1950 kreeg het merk extra bekendheid toen zoon Martin Strolz, zelf een succesvol skiër, op eigen schoenen zilver won bij het wereldkampioenschap afdaling in Åre in 1954. Met de tweede generatie – Martin en zijn broer Ulrich – begon het bedrijf zich verder te ontwikkelen. Martin leidde het technische en orthopedische deel, terwijl Ulrich zich op de handel richtte.
Vanaf de jaren 1960 breidde Strolz zijn activiteiten uit naar mode. Herta Strolz, de vrouw van Martin, nam het mode-aanbod onder haar hoede en haalde merken als Bogner, Fusalp en Hermès naar Lech. In 1969 was Strolz een van de eersten in het Duitstalige gebied die overstapte van leren naar kunststof skischoenen, wat het bedrijf tot een innovatieve pionier maakte.
Onder de leiding van de derde generatie, met name Daniel Strolz, groeide het bedrijf verder uit tot een toonaangevend sport- en modehuis. Hij transformeerde de oorspronkelijke locatie in Lech tot een moderne winkel met meerdere verdiepingen, voegde een eigen skikledinglijn toe en bouwde het merk uit met internationale allure. In 2006 werd Strolz zelfs uitgeroepen tot een van de 20 beste winkels ter wereld door het tijdschrift GQ.
In 2018 nam Olivia Strolz het roer over als vertegenwoordiger van de vierde generatie. Ze leidde het bedrijf door moeilijke jaren tijdens de coronapandemie, waarin omzetverliezen het bedrijf tot herstructurering dwongen. In december 2020 vond een sanering plaats, waarbij de schuldeisers 50 procent van de uitstaande schuld van € 12 miljoen kregen.
Ondanks deze tegenslagen bleef Strolz innoveren met onder andere de lancering van een skischoen in samenwerking met Tecnica in 2021 ter gelegenheid van het 100-jarig jubileum. Eind 2022 stapten drie investeerders – onder wie Daniel Grieder, CEO van Hugo Boss – in het bedrijf, waarmee nieuw kapitaal werd aangetrokken. De familie Strolz behield echter de meerderheid van de aandelen, en Olivia bleef aan als CEO.
Anno 2025 heeft Strolz een modewarenhuis en drie sportwinkels in de Alpenregio. Het modewarenhuis biedt mode- en sportkleding verdeeld over meerdere verdiepingen, een eigen ski-servicecentrum en een café. De handgemaakte skischoenen van Strolz worden nog steeds gemaakt.